# Steve Wozniak
Steve Wozniak vagy Stephen Wozniak (San José, Kalifornia, 1950. augusztus 11. –) amerikai elektromérnök, aki a 70-es években a lakossági felhasználásban egyre jobban elterjedő számítógépek hardverének fejlesztésében végzett jelentős munkát. Társalapítója az Apple Computer cégnek, ahol az Apple I és II kifejlesztésével megalapozta a cég későbbi sikereit.

## Élete

### Gyerekkora
Apja Francis Wozniak a Lockheednél dolgozó kiváló mérnök volt, aki már kisgyermek korában bevitte fiát a munkahelyére, és bevezette a mérnöki munka világába. Fontosnak tartotta fia képzését, sokszor maga tanította. Őszintének és szerénynek nevelte, Steve Wozniak későbbi elmondása szerint.
Az iskolában Steve Wozniak félénk és zárkózott volt, érdeklődése központjában az elektronika állott már ekkor is. Nyolcadikos korában készített egy számológépet is, amivel díjat is nyert.
Amikor végzős volt, részmunkaidős állást kapott a Sylvaniánál, ahol megszerezhette első tapasztalatait a számítógépekkel való munkában. Ezután komolyan foglalkoztatta egy minél hatékonyabb számítógép tervezése.

### Fiatalkora
Saját kérésre Wozniak a drága Colorado Egyetemre ment, de több probléma után (csínytevések és elbukott vizsgák miatt) 1969-ben inkább átment az apja által preferált De Anza College-ba. Nyugodtabb időszakába ért, és ekkor egy időre olyan cégnél helyezkedett el, amely számítógépeket gyártott okmányirodák számára. Itt szerzett olyan chipeket, melyek segítségével végre megépíthette a korábban tervezett számítógépét. A munkát egy barátja, Bill Fernandez garázsában végezte, aki figyelmébe ajánlotta Steve Jobsot. Jobs-szal kölcsönösen jól megértették egymást, így összebarátkoznak.

### Apple I
Wozniak elmondása szerint egyik legmeghatározóbb estéje 1975. március 5. volt. Ugyanis egyik barátja hívására ellátogatott a frissen alakult Homebrew Computer Club első találkozójára, ahol mintegy 30 lelkes komputer-amatőr gyűlt össze. Bemutatták az új Altair számítógépet, de a legfontosabb az volt, hogy részletes betekintést nyert a mikroprocesszor specifikációjába. Az új technika kapacitása lehetővé tette az „asztali számítógép” kifejlesztését. Aznap éjszaka kezdte el tervezni saját számítógépét. Elsőnek a technikailag legmegfelelőbb Intel 8080-as processzort szerette volna használni, ám ennek ára több volt mint egy havi lakbére. Egy munkatársa a HP-nál tudott szerezni Motorola 6800-as processzort 40 dollárét, de végül a fele összegbe kerülő MOS 6502-est választotta. Mindennap vacsora után visszament a HP-hez és a munkahelyén hónapokig tartó tervezéssel kezdte megalkotni a gépet és írni az üzemelést biztosító szoftvert. Mivel nem volt pénze, hogy számítógéphasználati időt béreljen, ezért a programot kézzel írta.

1975. június 29-én sikerült elérnie, hogy a billentyűzeten lenyomott betű megjelent egy közönséges képernyőn. Wozniak barátját, Steve Jobsot lenyűgözték az elért eredmények. Kérdésekkel árasztotta el Wozniakot és segített az alkatrészek beszerzésében is. Jobsnak sikerült néhány RAM-ot szereznie az Inteltől. 
Jobsszal bemutatták a Wozniak tervezte gépet a Homebrew Computer Clubban is, melynek taglétszáma több mint száz fő lett addigra. Folyamatosan bemutatta a gyűléseken, mennyire halad a fejlesztésekkel. Wozniak szándéka – és a klub szelleme szerint – ingyen rendelkezésre bocsátotta terveit a tagoknak, de Jobs végül lebeszélte erről. Meggyőzte Wozniakot, hogy inkább gyártsanak le néhány készre szerelt nyomtatott áramkört és kezdjék azokat árusítani. Wozniaknak ekkor anyagi problémai voltak, így végül beleegyezett a kereskedelmi értékesítésbe. A cégalapításra pedig Jobs úgy vette rá, hogy „micsoda kaland lesz”. Wozniak becsülete úgy diktálta, hogy mivel a gépet a HP-nál fejlesztette, így nekik ajánlja fel elsőnek, ám a HP-t nem érdekelte az amatőröknek készült termék, nem láttak fantáziát ebben a piaci szegmensben.
Elkezdték összeszedni a pénzt a cégalapításhoz. Jobs a kocsiját, Wozniak pedig HP 65-ös kalkulátorát adja el, így 1300 dollár tőkére tettek szert. Jobs minél előbb szerette volna véghez vinni a cégalapítást, így gyors döntés született a cég nevéről is.

### Az Apple elhagyása
Az Apple II felhasználóbarát felépítése igazi siker lett, és 1980 végén a cég tőzsdére ment, így az alapító tagok meggazdagodtak.
1981-ben Beechcraft Bonanza kisrepülőgépével szerencsétlenséget szenvedett. Néhány évig eltartott a felépülése, majd visszatért az Apple-hez. Azonban 1985-ben úgy döntött, hogy otthagyja az Apple-t, ahol – elmondása szerint – már öt éve rossz irányba tart a vállalatirányítás. Terve volt, hogy létrehoz egy új, univerzális távirányítókat készítő céget. Az Apple II részlegről való felmondásról nem is értesítette Steve Jobsot, aki megsértődött Wozniak lépésén. Ehhez hozzájárult az is, hogy az 1985-ös év nehéz időszak volt az Apple számára, mert a Mac-eladások elmaradtak a várakozástól, és több kulcsfontosságú szakember is elhagyta a céget. 
Nem sokkal ezután Jobsot és Wozniakot kitüntette Ronald Reagan a National Medal of Technology érdemrenddel. Jobs és Wozniak a ceremónia után megegyeztek, hogy hivatalosan Wozniak a cég alkalmazásában marad 20 ezer dolláros bérért, de feladata mindössze annyi, hogy időnként képviseli a céget szakmai eseményeken. Időközben Wozniak visszatért a Berkeley-re befejezni a tanulmányait Rocky Raccon Clark álnéven, és 1986-ban diplomát szerzett.